# Mario Lopez (Musiker)
Mario Lopez (* 4. Mai 1969 in Hannover) ist ein deutscher DJ. Seine Musikrichtung ist das Dance-/Trance-Genre. Er ist zurzeit Resident-DJ in der Diskothek „Sansibar“ in Hannover.

## Biografie
Lopez erlernte schon in seiner Kindheit den Umgang mit diversen Instrumenten. Nach seiner Ausbildung konzentrierte er sich ganz auf seinen künftigen Job als DJ und wurde im Raum Hannover schnell bekannt. Während seiner Ausbildungszeit jobbte er in diversen Diskotheken in Hannover und Umgebung, um sich seine Platten und CDs zu finanzieren. Nach abgeschlossener Ausbildung entschied er sich, nur noch den Job des DJs auszuüben.
Er machte sich im Raum Hannover schnell einen Namen und konnte sich in der Diskothek Fun&Lollypop recht erfolgreich durchsetzen. Nach weiteren Stationen im „Empire“, „Dream“ und „Fantasia“ wechselte er Anfang 1995 in die Diskothek „Fun2000“ nach Laatzen, wo er nach einigen Monaten Resident-DJ wurde. Im Januar 1997 lernte er den Produzenten Sascha Graune kennen. In Zusammenarbeit entstand die erste Single „It’s not Over“. Den Durchbruch schaffte er im Juni 1997 durch eine Einladung des „Riu Palace“ auf Mallorca, wo er viele Erfahrungen sammelte und Kontakte zu Genregrößen, wie Woody van Eyden und DJ Quicksilver, sowie ATB, Thomas Kukula und Spacekid knüpfte.
Wieder in Deutschland entstand im Herbst 1997 die Single „Fantasy“, welche bis in die DJ TOP 40 kam.
Im Januar 1998 entstand der Name „DJ Silencer“ und der Titel „Birthday Party“, welcher in allen Dance-Charts und der Media-Control-Warteliste für Aufsehen sorgte. Zur Release Party im „Funpark“ in Laatzen gaben sich Sequential One und Revil O die Ehre. Im Sommer 1998 entstand das Projekt „Zycro meets DJ Silencer“ und der Titel „Check it out“. Als Remixer waren die Jungs von 666 am Werk. Die Single schaffte wieder den Sprung auf die Media-Control-Warteliste.
Nach einer kleinen Produktionspause entstanden im Januar 1999 mehrere kleine Projekte, z. B. Red Sector – „State Department“ und Ray 6 – „You’ve got the Motion“. Die Loveparade und Reincarnation-Partys waren nur einige Stationen im Sommer 1999. Im August wurde der Song „The Sound of Nature“ veröffentlicht. Man entschloss sich, für die Single diverse Remixer zu beauftragen und konnte hierfür Plug’n’Play, Lightforce und Marc van Linden gewinnen. Die Single schaffte es in allen DJ-Charts unter die Top 10 zu kommen, das Video lief bei VIVA auf N1 Rotation. Die Single stieg am 19. Oktober 1999 auf Platz 84 in den deutschen Singlecharts ein, kletterte dort bis auf die 56 und hielt sich sechs Wochen in den Charts. Den „1.Rmx“ gab es für Ravelab – „Send me an Angel“, und es folgte ein Rmx für die Wea (Sonic Tribe-Progressiv Indian).
Nach der Trennung von seiner Freundin Sandra entstand die neue Single „Into My Brain“ unter der Mitwirkung von Plug’n’Play und Marc van Linden als Remixer. Das Musikvideo zur Single wurde vom 14. bis 21. Februar 2000 auf den Malediven gedreht. Die Veröffentlichung war am 20. März 2000 bei A45 (edel). Die Single schaffte den Sprung auf Platz 92 der deutschen Singlecharts und war Top 5 in allen DJ-Charts. An der Loveparade 2000 konnte Mario Lopez nicht teilnehmen, da die Produktion der LP „Mother Earth“ Vorrang hatte. Auf der Reincarnation 2000 wurde die Single The Sound of Nature Part 2 aufgeführt, die im September wiederum in allen DJ-Charts Top 10 war und in den deutschen Singlecharts bis auf Platz 82 vorstieß.
Im Oktober wurde dann das Album „Mother Earth“ veröffentlicht. Es kamen diverse Remixe, wodurch sich Mario Lopez auch als Remixer einen Namen in der Szene gemacht hat.

## Diskografie
Alben
| Alben             | Alben                                       | Alben |
| ----------------- | ------------------------------------------- | ----- |
| 6. November 2000  | Mother Earth                                |       |
| 12. August 2002   | The Next Chapter                            |       |
| 10. November 2003 | Eternal Sounds                              |       |
| 17. Mai 2005      | Mario Lopez – Future Sounds (Best-of-Album) |       |
| 28. November 2008 | Music for the Masses                        |       |

Singles
| Singles            | Singles                        | Singles |
| ------------------ | ------------------------------ | ------- |
| 4. Oktober 1999    | The Sound of Nature            |         |
| 20. März 2000      | Into My Brain                  |         |
| 6. November 2000   | The Sound of Nature Part II    |         |
| 18. Juni 2001      | Blind                          |         |
| 12. November 2001  | The Sun Always Shines on T.V.  |         |
| 8. April 2002      | Free Your Mind                 |         |
| 21. Mai 2002       | Trance Your Mind               |         |
| 28. Juli 2002      | Feel So Good                   |         |
| 11. November 2002  | What Are You Looking 4         |         |
| 24. März 2003      | Always & Forever               |         |
| 10. November 2003  | Where Are You                  |         |
| 20. Oktober 2003   | Alone                          |         |
| 24. Mai 2004       | Sound of the City (Nature 2.4) |         |
| 18. November 2004  | You Play Me Like a Jojo        |         |
| 14. März 2005      | Angel Eyes / Sanity            |         |
| 27. Januar 2006    | I Can’t Believe It (Biscaya)   |         |
| 18. Juli 2006      | Lonely (Without You)!          |         |
| 1. November 2006   | Beautiful to Me '06            |         |
| 6. April 2007      | The Final                      |         |
| 25. Januar 2008    | You Came                       |         |
| 30. Mai 2008       | The One & Only                 |         |
| 13. Februar 2009   | I Believe                      |         |
| 22. Mai 2009       | Another World 09               |         |
| 22. April 2010     | Sadness                        |         |
| 24. September 2010 | Always & Forever 2k10          |         |

Videoalben
| Videoalben        | Videoalben           | Videoalben |
| ----------------- | -------------------- | ---------- |
| 24. November 2003 | Experience - The DVD |            |

## Belege
1. ↑  Chartquellen: DE
2. ↑  https://www.discogs.com/de/artist/13692-Mario-Lopez